# Passiv (grammatik)
 For alternative betydninger, se Passiv. (Se også artikler, som begynder med Passiv)
Passiv eller lideform er en verbalform, der indebærer, at subjektet er den, som handlingen retter sig imod, og ikke den, der udfører handlingen.

## Anvendelse
Subjektet for et verbum i passiv har samme semantiske funktion som objektet for et verbum i aktiv:
Manden dræbes af sin kone (passiv)
Konen dræber sin mand (aktiv)
De to beskrevne handlinger er identiske, men de bliver set fra forskellige udgangspunkter. Passiv sætter dermed den person eller ting, der påvirkes af handlingen, i centrum. Den person eller ting, der udfører handlingen, kaldes for agens. Der kan også konstrueres en sætning, hvor agens ikke optræder:
Der er blevet taget 100 kr af kassen
I dette tilfælde er agens ikke kendt eller i det mindste ikke nævnt.
Endelig kan man konstruere upersonlige passive sætninger, hvor der heller ikke er noget egentligt subjekt. I sådanne sætninger bruges der som formelt subjekt:
Der bliver kæmpet om pladserne.
Der danses.

## Former
På dansk dannes passiv på to (nogle mener tre) forskellige måder:
1. med endelsen -s (datid -edes, -tes ved svage verber og -(e)s til stamformen ved stærke verber; f.eks. toges)
2. med en omskrivning med blive, bliver, blev + participiet (analytisk passiv)
3. Nogle regner derudover med en såkaldt være-passiv, som i fx Bogen er udlånt; eleverne er sendt hjem.

Passivkonstruktionen med s er ikke almindelig i datid og slet ikke af stærke verber, hvor s-former næsten kun bruges, når der ikke er tale om en egentlig passiv (se nedenfor).
Mens s-passiven i uformelt talesprog stort set udelukkende bruges i forbindelse med modalverber (se nedenfor), samt i faste vendinger, er formen ganske hyppig i formelt talesprog, samt i skriftsproget. I opskrifter og brugsanvisninger anvendes stort set udelukkende s-passiv, da disses formål er at instruere folk i noget, dog uden at komme med ordrer: fx passer løgene brunes på panden bedre i en opskriftskontekst end du/De skal brune løgene på panden, idet man med sidstnævnte sætning direkte befaler modtageren at gøre som der står.

### Passiv i forbindelse med modalverber
I forbindelse med modalverber ses den hyppigste brug af s-passiv i moderne, talt dansk. 
I forbindelse med modalverberne kunne, ville, måtte og skulle er der, eller har der indtil for nylig været, en klar semantisk forskel på, om man bruger s-passiv eller blive-passiv. 
I forbindelse med kunne betegner s-passiven, at noget i princippet kan lade sig gøre, mens den analytiske passiv betegner en aktuel mulighed, ofte en risiko. Maden kan spises betyder, at man kan spise den uden at blive syg, eller at den smager godt nok. Maden kan blive spist betyder fx, at der godt kan komme nogen og spise den, hvis vi lader den stå.
I forbindelse med skulle betegner s-passiven en ordre eller en nødvendighed, mens den analytiske passiv betegner et løfte. Chefen siger Gulvet skal vaskes!, og den underordnede siger Gulvet skal blive vasket!
I forbindelse med måtte betegner s-passiven en tilladelse eller en nødvendighed, mens den analytiske passiv betegner, at noget ikke kan være anderledes, eller at den talende antager, at noget forholder sig på en bestemt måde. Patienten må opereres betyder, at det er nødvendigt at operere, hvis patienten skal blive rask, eller at den talende, som har en overordnet position, giver sin tilladelse til, at operationen kan finde sted. Patienten må blive opereret i morgen betyder, at det eneste tidspunkt, hvor operationen kan finde sted, er i morgen. Patienten må blive opereret nu betyder, at den talende har god grund til at antage, at operationen netop nu er i gang.
I forbindelse med ville betegner s-passiv et ønske fra subjektets side, mens den analytiske passiv betegner, at noget vil finde sted i fremtiden, eventuelt under visse forudsætninger. Verbet at ville kan jo på dansk både betyde vilje (eng. want to, ty. wollen) og fremtid (eng. will, ty. werden) Eksempel: han vil skydes betyder, at personen har lyst til at blive skudt, hvorfor modtageren opfatter det som lyst til enten selvmord eller aktiv dødshjælp. Dette står i kontrast til han vil blive skudt, hvilket snarere lyder som en trussel, idet det altså ikke udtrykker personens vilje til at blive skudt, men derimod en forudsigelse af, at subjektet vil blive skudt (hvis ikke han gør, som der bliver sagt).

## Andet
Passiv må ikke forveksles med de såkaldte s-verber, der i formen ligner passiv, men som ikke har passiv betydning, fx Jeg synes, at.....; de mødes; vi tales ved.